# Calenzano
Calenzano – miejscowość i gmina we Włoszech, w regionie Toskania, w prowincji Florencja.
Według danych na rok 2004 gminę zamieszkiwało 14 838 osób, 195,2 os./km².